# Xysmalobium patulum
Xysmalobium patulum är en oleanderväxtart som beskrevs av Spencer Le Marchant Moore. Xysmalobium patulum ingår i släktet Xysmalobium och familjen oleanderväxter. Inga underarter finns listade i Catalogue of Life.